# Carl Swanson
Carl Anton Swanson, född 30 april 1879 i Kyrkhults socken, död 9 oktober 1949 i Chicago, var en svenskamerikansk affärsman och företagsledare.
Carl Swanson var son till bonden Jöns Svensson. Han arbetade på faderns gård och senare i en affär, innan han 1896 emigrerade till Nebraska i USA. 
Till en början arbetade han på en farm i Wahoo men kom sedan till en speceriaffär i Omaha, där han under fritiden studerade vid en handelsskola. Han kom där i kontakt med värmlänningen John P. Jerpe, som nyss startat en kommissionsaffär i lantbruksprodukter. Swanson hjälpte Jerpe med bokföringen och blev år  1900 fast knuten till och snart delägare i firman, som 1905 ombildades till Jerpe Cold Storage and Commission Co. 
I samband med att Jerpe 1929 drog sig tillbaka från aktiv verksamhet i bolaget ombildades detta med ett kapital av 2.000.000 dollar och Swanson blev nu ensam chef och ledare för dess affärer. Under årens lopp hade företaget utvecklats till ett av de största i sitt slag i hela USA. Redan före första världskriget hade man övergått från kommissionshandel till att av farmarna köpa upp jordbruksprodukter, särskilt smör, ägg och fjäderfä. Dessa senare, särskilt höns och kalkoner, konserverades på burkar och såldes över hela USA i stora kvantiteter och Swanson blev snart känd som "kalkonkungen". Under andra världskriget levererade man stora mängder konserver till militären. Efter en ny omorganisation och sedan Swanson blivit ensam ägare till företaget ändrades namnet till C. A. Swanson & Sons. 
Företaget, som vid början av 1950-talet omfattade över 400 uppköpsstationer och hade över 4 000 anställda, övergick vid Swansons död till hans båda söner Gilbert och Clark Swanson. Carl Swanson var styrelseledamot i flera industriella, finansiella och andra företag som Chicago, Saint Paul, Minneapolis and Omaha Railway, Livestock National Bank of Omaha. Fulton Market Cold Storage Company i Chicago, Merchants Refrigerating Company i New York med flera. Han tillhörde även styrelsen för Immanuel Deaconess Institute under Augustanasynoden i Omaha.